# Ivo Pitanguy
Ivo Hélcio Jardim de Campos Pitanguy (Belo Horizonte, 5 de julio de 1926 - Río de Janeiro, 6 de agosto de 2016) fue un cirujano plástico, profesor y escritor brasileño, miembro de la Academia Nacional de Medicina y de la Academia Brasileña de Letras. En 2008, la revista Nueva York se refirió a él como "el rey de la cirugía plástica". Además, la revista alemana Der Spiegel, se refirió a él como "el Michelangelo del bisturí". En su obituario, New York Times mencionó que durante el siglo XX, tal vez solo el futbolista Pelé y la cantante de samba y actriz Carmen Miranda eran los únicos 2 brasileños que tenían más reconocimiento a nivel internacional que Pitanguy.

## Biografía
Ivo Pitanguy nació el 5 de julio de 1926 en la ciudad de Belo Horizonte, hijo del médico cirujano Antonio de Campos Pitanguy, y de su esposa Maria Stael Jardim de Campos Pitanguy. Estudió medicina en la Universidad Federal de Minas Gerais y en Universidad Federal de Río de Janeiro. Mediante una beca, Pitanguy pudo asistir entre 1948 y 1949 a un curso en el Hospital del Norte de Bethesda, en Cincinnati Ohio, Estados Unidos. Durante este tiempo él también, él también visitó el servicio de cirugía plástica del Dr. John Marquis Converse en Nueva York. En 1950 Pitanguy viajó a Francia, donde fue alumno interno de los hospitales de París, bajo la supervisión del cirujano francés Marc Iselin. En 1952 regresó a Brasil e ingresó en el servicio de cirugía reconstructiva de hospital Souza Aguiar en Río de Janeiro. En 1955 se casó con Marilu Nascimento, con quien tuvo 4 hijos. En 1960, se incorporó al departamento de cirugía plástica de la Pontificia Universidad Católica de Río de Janeiro. Un año más tarde, el 17 de diciembre de 1961, una carpa de circo en llamas cayó encima de aproximadamente 2500 espectadores en la ciudad brasileña de Niterói, y Pitanguy se hizo cargo de las víctimas de quemaduras después de la tragedia, realizando varios injertos y cirugías reconstructivas. En 1963, fundó la "Clínica Ivo Pitanguy". También fundó una escuela de cirugía plástica con varias cirujanos provenientes de diversas partes del mundo. En España, doctores como Javier Mato Ansorena recibieron formación de Pitanguy.
El 5 de agosto de 2016, Pitanguy llevó en una silla de ruedas la llama olímpica de los Juegos Olímpicos de Río de Janeiro 2016. Falleció al día siguiente a los 90 años, después de sufrir un paro cardíaco mientras se encontraba en su casa.